# Heinrich Wilhelm Heintz
Heinrich Wilhelm Heintz, auch Wilhelm Heinrich Heintz, (* 4. November 1817 in Berlin; † 1. Dezember 1880 in Halle an der Saale) war ein deutscher Chemiker und Hochschullehrer an der Universität Halle. Heintz befasste sich besonders mit Fetten und organischen Stickstoffverbindungen.

## Leben
Als Sohn eines Kaufmanns wurde Heinrich Wilhelm Heintz am 4. November 1817 in Berlin geboren. Zuerst besuchte er das Joachimsthalsche Gymnasium, danach das Köllnische Gymnasium in seiner Heimatstadt. Seit 1834 wurde er zum Apotheker ausgebildet, diese Ausbildung schloss er 1836 mit einer Prüfung zum Apothekergehilfen ab.
Anschließend wirkte er als Apotheker, zunächst in Berlin, später in Ludwigslust, Schwerin wie auch Bromberg. 1840 absolvierte er außerdem seine Reifeprüfung, nachdem er seinen weiteren Bildungsweg mit privaten Mitteln fortgeführt hatte. In diesem und dem folgenden Jahr wirkte er als Militärapotheker im Berliner Garnisonslazarett. Die Humboldt-Universität zu Berlin bezog Heintz 1841 zum Naturwissenschafts- und Philosophiestudium. Nachdem er 1842 auch die Staatsprüfung meisterte, war er Apotheker erster Klasse. Sein Studium schloss er 1844 mit der Promotion zum Doktor der Philosophie ab. Anschließend eröffnete er auch ein Privatlabor.
Zwei Jahre nach seiner Promotion, 1846, habilitierte ihn die Universität Berlin für Chemie (an der Charité). Seit 1851 wirkte er dann als außerordentlicher Chemieprofessor an der Universität Halle. Die ordentliche Professur erhielt er 1855. Vorlesungen musste er zunächst noch in seiner eigenen Wohnung abhalten, 1862 ließ er ein neues Gebäude zum Experimentieren und Lehren errichten, in dem er dann fortan Vorlesungen hielt. Dieses bot insgesamt 40 Arbeitsplätze, da aber auch das landwirtschaftliche Institut gegründet wurde und die Studentenanzahl zunahm, wurde das Gebäude schnell zu klein. Heintz fungierte mehrmals als Dekan der philosophischen Fakultät. Am 1. Dezember 1880 verstarb er in Halle 63-jährig an den Folgen einer Typhusinfektion.
Als Analytiker bestimmte er quantitativ den Anteil von Harnstoff im Harn und er bestimmte den Farbstoff von Gallensteinen. Er befasste sich in den 1850er-Jahren mit Fettchemie und untersuchte die Zusammensetzung von Butter, Rinder- und Hammeltalg und Stearin. Er fand ein Verfahren zur systematischen Trennung und Isolierung höherer Fettsäuren (fraktionierte Trennung der Magnesiumsalze) und widerlegte die damalige Auffassung, dass das, was man damals als Margarinsäure bezeichnete, zwischen Palmitinsäure und Stearinsäure steht (er fand, dass sie kein Reinstoff, sondern ein Gemisch aus diesen war). Als Erster stellte er Margarinsäue aus Cetylcyanid (Palmitylcyanid) dar.
Er entwickelte Methoden der Analyse von Stickstoff und Schwefel in organischen Verbindungen, befasste sich mit der Chemie von Uran, Wismut, Cäsium, Rubidium und mit Metallphosphaten, mit Reaktionen der Chloressigsäure (z. B. auf Alkohole und Phenole, womit er einen wichtigen Beitrag zur Stoffklasse Ester leistete) und der Einwirkung von Ammoniak auf Aceton. Er war einer der ersten Chemiker, die die Konstanz des Schmelzpunkts als Reinheitskriterium benutzten, und einer der Ersten, die den chemischen Strukturbegriff von Butlerow übernahmen und weiterentwickelten.
1853 veröffentlichte er ein Lehrbuch über Tierchemie und er war mit Giebel Herausgeber der Zeitschrift für die gesamten Naturwissenschaften. Er war als einziger Chemiker Gründungsmitglied der Deutschen Physikalischen Gesellschaft.
Das Mineral Heintzit wurde (von O. Luedecke 1889) nach ihm benannt. Zu seinen Schülern gehört Johannes Wislicenus.

## Werke
- Lehrbuch der Zoochemie, Reimer 1853
- De acido saccharico eiusque salibus (Dissertation, 1844)